# Varvara Michajlovna Arsen'eva
Varvara Michajlovna Arsenieva (in russo Варвара Михайловна Арсеньева?; 1676 – 1730) è stata una nobildonna russa, e amante dello zar Pietro I.

## Biografia
Era la figlia più giovane del governatore Bulgakov Arsenyev. Sua sorella Daria, nel 1706, sposò Aleksandr Menshikov. Non era particolarmente bella, ma aveva una mente straordinaria e ricevette una buona educazione, il suo dono di parole e la sua vivacità conquistarono il rispetto e l'affetto di Pietro I e di Caterina I. Divenne damigella d'onore della zarina. 
Il 22 maggio 1727, dopo il fidanzamento di sua nipote, Maria Menshikov con l'imperatore Pietro II, le venne concesso uno stipendio annuo di 2.000 rubli. 
Dopo l'arresto di Menshikov, nel mese di settembre dello stesso anno, la sua posizione cambiò: fu mandata in esilio con la sua famiglia. Volendo uscire dal carcere, Varvara scrisse alla principessa Caterina e a Praskòv'ja Ivànovna, e altre donne influenti del tempo, inviandogli doni ma senza alcun risultato.

## Morte
Morì nel 1730.